# Kızıluşağı, Baskil
Kızıluşağı là một xã thuộc huyện Baskil, tỉnh Elâzığ, Thổ Nhĩ Kỳ. Dân số thời điểm năm 2011 là 225 người.